# Cyrtosia integra
Cyrtosia integra là một loài thực vật có hoa trong họ Lan. Loài này được (Rolfe ex Downie) Garay mô tả khoa học đầu tiên năm 1986.